# Homeoura ambiguum
Homeoura ambiguum är en trollsländeart som först beskrevs av Friedrich Ris 1904.  Homeoura ambiguum ingår i släktet Homeoura och familjen dammflicksländor. Inga underarter finns listade i Catalogue of Life.